# 't Goude Hooft
 't Goude Hooft is de oudste herberg van Den Haag. In 1423 wordt reeds geschreven over de taveerne In tgulde hoift. De taveerne lag aan de dagelijkse groenmarkt (groentemarkt).

## Herberg en taveerne
't Goude Hooft was een herberg voor mensen van buiten de stad, een taveerne voor de bezoekers van de markten en een ontmoetingsplaats waar ridders vergaderden. In 1660 werd de taveerne herbouwd door Pieter Post en voorzien van de twee gouden hoofden aan de gevel. In 1886 werd 't Goude Hooft weer herbouwd. In de 19de eeuw richtte de eigenaar op de eerste verdieping een herensociëteit op. Deze werd opgeheven toen er te weinig leden waren.
In het verleden was er een ondergrondse gang naar de gevangenpoort. Als die gevangenis vol was werden er gevangen onder 't Goude Hooft opgesloten.
Hoewel de Waag (Doesburg) volgens het Guinness Book of Records de oudste nog functionerende horecagelegenheid van Nederland zou zijn, is de vermelding in 1423 van 't Goude Hooft toch vroeger dan de bouw van de Doesburgse Waag in 1478.

## 20ste eeuw

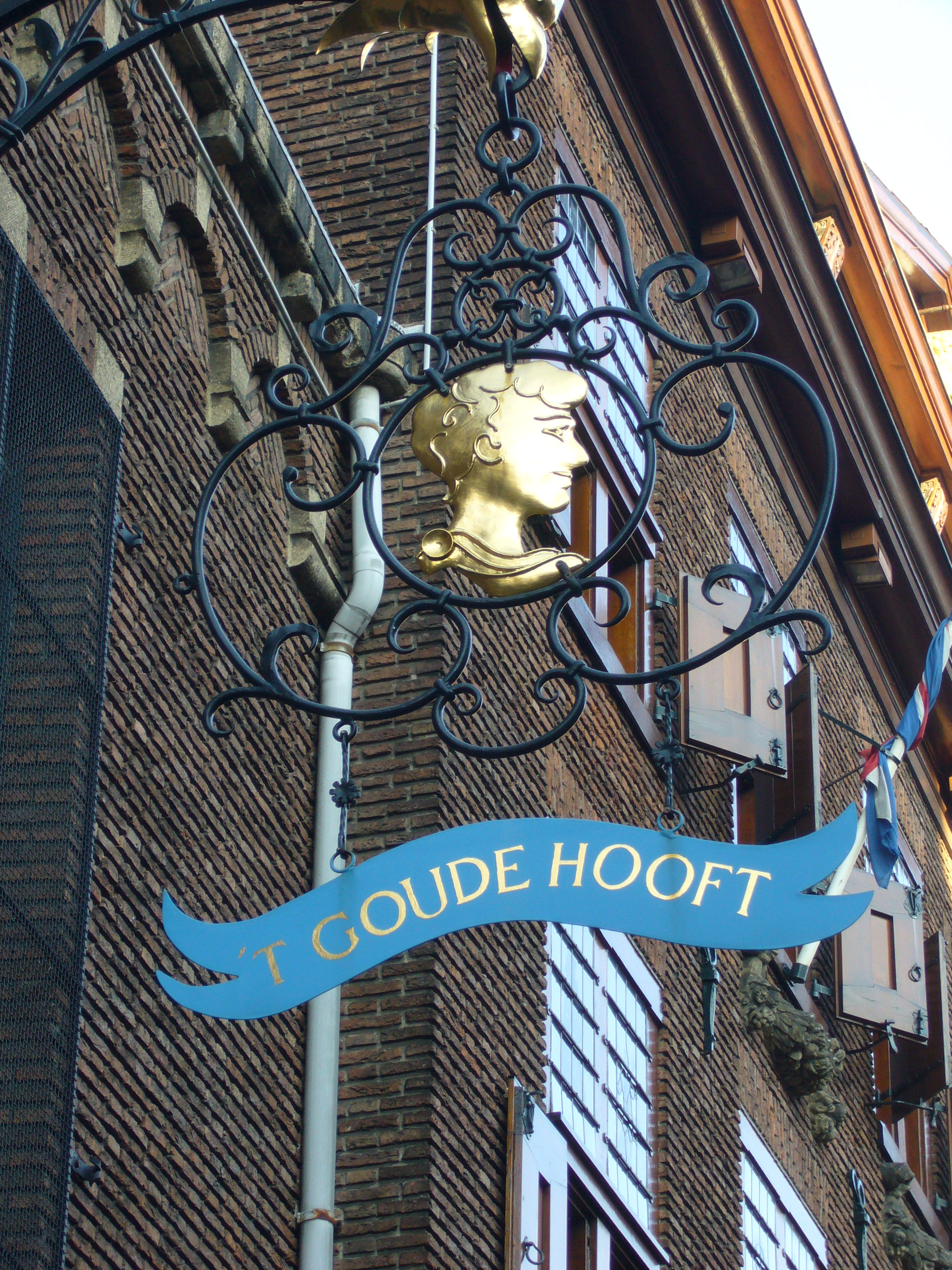
Uithangbord

Voor de Tweede Wereldoorlog werd bierbrouwer Heineken eigenaar van de taveerne en wilde het vervallen gebouw afbreken. Het bleek dat de gemeente het pand van de monumentenlijst had afgehaald om zo de Dagelijkse Groenmarkt te kunnen verbreden. De taveerne werd in 1938 dan ook herbouwd door de Amsterdamse architect F.A. Warners, volgens de tekeningen van Pieter Post, maar iets groter. Op de eerste verdieping is een wapenkamer met een wandschildering met Pieter Post en de stadhouder. De toen beroemde Amsterdamse chef-kok Henry Thijs (Dikker & Thijs) kreeg de opdracht 't Goude Hooft weer tot bloei te brengen. De guirlandes aan de gevel werden gemaakt door August Klawer. Het gebouw werd in 1939 heropend.

## Verbouwing
In januari 2012 ging 't Goude Hooft over naar een nieuwe eigenaar. Na een ingrijpende verbouwing werd het restaurant geopend, waarbij de karakteristieke details bewaard zijn gebleven. Er werd een groot terras aan de Dagelijkse Groenmarkt aangelegd, een multifunctionele zaal en in de kelder kwam een feestzaal met de naam 'Club 1660'. In 2013 werden er acht hotelsuites toegevoegd, waarmee 't Goude Hooft weer een echte herberg is.